# Media vita in morte sumus
Mediā vitā in morte sumus es una antigua antífona litúrgica utilizada en la Iglesia católica durante la temporada de Cuaresma, a menudo en la tercera y cuarta semana, y en otras ocasiones solemnes en la Iglesia de Inglaterra. Esta antífona, cuyo título se traduce como en medio de la vida, estamos en la muerte, ha desempeñado un papel significativo en la liturgia cristiana y ha sido apreciada por su contenido espiritual. También se ha asociado con ceremonias funerarias y con el Viernes Santo.

## Historia
La historia de Mediā vitā in morte sumus se remonta al menos al siglo xi en la región de Italia septentrional. Se cree que originalmente era una antífona destinada a introducir el canto del Trisagio, una antigua oración cristiana de origen oriental. Esta antífona combinó el texto tradicional del Trisagio con una adición eclesiástica que aportó una dimensión más sombría y penitencial. Posteriormente fue incluido en el Libro de oración común de la Iglesia de Inglaterra.

## Texto y música

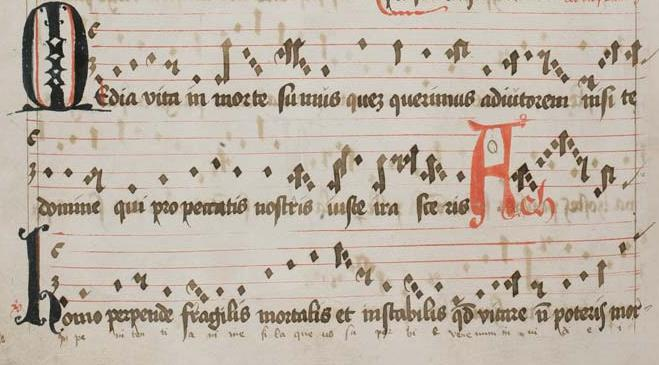
Antífona Mediā vitā in morte sumus, junto con una melodía similar y versos expresivos en el Codex Sangallensis 546, publicado alrededor de 1507 o 1514

El texto de Mediā vitā in morte sumus se compone de versos que incluyen referencias a la búsqueda de la ayuda divina en medio de las pruebas y la petición de la misericordia de Dios. La antífona ha sido enriquecida con varios versos a lo largo del tiempo, con uno de los versos más comunes siendo Ne proicias ‘No nos deseches/rechaces’ o Ne despicias ‘No desprecies’, que añade un elemento de súplica al texto.

Mediā vitā in morte sumus:

Quem quærimus adjutorem nisi Te, Domine,

Qui pro peccatis nostris justē irasceris:

Sancte Deus, sancte fortis, sancte et misericors Salvator,

Amaræ morti ne tradas nos.
En medio de la vida, estamos en la muerte:

¿A quién más buscamos como ayudador sino a Ti, Señor,

Quien justamente se enoja por nuestros pecados?

Santo Dios, santo fuerte, santo y misericordioso Salvador,

No nos entregues a la amarga muerte.

La música de Mediā vitā in morte sumus ha evolucionado a lo largo de los siglos y muestra una combinación de estilos melódicos. La melodía presenta una interacción interesante entre la parte más melismática del Trisagio y la simplicidad de la sección eclesiástica, creando así una obra musical única.

## Legado

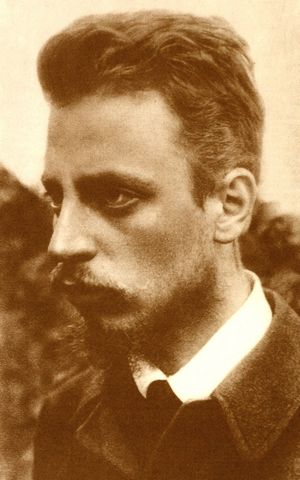
Rainer Maria Rilke, escritor austrohúngaro que se inspiró en la antífona Mediā vitā in morte sumus para uno de sus poemas

A lo largo de los siglos, Mediā vitā in morte sumus ha dejado una impresión duradera en la poesía, la música y la liturgia cristiana. Ha sido objeto de estudio y adaptación por parte de compositores y músicos, y su significado espiritual resulta de importancia para numerosos fieles.

Der Tod ist groß.

Wir sind die Seinen

lachenden Munds.

Wenn wir uns mitten im Leben meinen,

wagt er zu weinen

mitten in uns.
La muerte es grande.

Somos los suyos,

de bocas risueñas.

Cuando nos creemos en medio de la vida,

se atreve a llorar

en medio de nosotros.
Schlußstück ‘Fragmento final’ de Rainer Maria Rilke, publicado en 1906 en el poemario El libro de las imágenes.

John Charles Ryle, en su obra La enfermedad, menciona la importancia de reflexionar sobre la enfermedad y la mortalidad humana. Él utiliza la expresión en medio de la vida estamos en la muerte como parte de su argumento para recordar a las personas la inevitabilidad de la muerte en medio de la vida.
Según la liturgia de la Iglesia de Inglaterra, esta antífona se incorpora en las ceremonias religiosas de Viernes Santo y en los rituales de exequias. En el contexto litúrgico, se recita como una parte significativa de las oraciones que acompañan a estos eventos. La inclusión de este poema en el Libro de oración común refleja su importancia en la liturgia anglicana.